# Район Кохоку
35°31′8″ пн. ш. 139°37′59″ сх. д. / 35.51889° пн. ш. 139.63306° сх. д.
Райо́н Ко́хоку (яп. 港北区, こうほくく, МФА: [koːhoku̥ ku], «Північнопортовий район») — район міста Йокогама префектури Канаґава в Японії. Станом на 1 квітня 2009 площа району становила 31,40 км². Станом на 1 липня 2011 населення району становило 331 520 осіб.